# Salle de concerts centrale du Kazakhstan
La Salle de concerts centrale du Kazakhstan (kazakh : Қазақстан Орталық концерт залы ; russe : Центральный концертный зал Казахстан) est une salle de spectacle d'Astana, la capitale du Kazakhstan.

## Histoire
Le président de la République du Kazakhstan décide de lancer en 2003 le premier concours international restreint d’architecture pour un bâtiment public au Kazakhstan. C’est l’agence de l’architecte italien Manfredi Nicoletti qui l’emporte avec le projet La Fleur de la Steppe.
Les travaux débutent en septembre 2005 lorsque le projet est encore en cours pour accélérer les temps de construction. L’Auditorium a été inauguré, le 15 décembre 2009, jour anniversaire de l’Indépendance du Kazakhstan, par le président de la République Nursultan Nazarbayev.

## Description

### Site
Le site du Kazakhstan Central Concert Hall est l’un des plus importants de la capitale Astana, étant situé à côté du palais présidentiel Ak Orda et en face du sénat, sur une place monumentale d’environ 500m x 100m.
Sa forme irrégulière extérieure rappelle la forme dynamique des pétales d’une fleur qui s’ouvrent, comme métaphore du dynamisme de la musique. Les « pétales » sont constitués par des imposantes structures en béton armé de forme circulaire et inclinées vers l’intérieur, entièrement revêtues de panneaux de verre 120 x 60 cm montés avec un système shingle. Ces structures protègent les fonctions du bâtiment des sévères conditions climatiques d'Astana, vents salés et températures pouvant varier de +40 °C à −40 °C.
Le projet qui s’étend sur à peu près 55 000 m2 se divise en trois macro zones : le foyer, la salle principale et les services.

### Le foyer
Le foyer s’étend sur environ 3 000 m2 et a une hauteur de 30 m. À travers cet espace le public a accès a toutes les fonctions du bâtiment exception faite pour les fonctions de service.
Il a été conçu par l’architecte, comme une grande place à l’italienne à l’échelle urbaine, capable d’accueillir le public indépendamment du fonctionnement des salles de spectacle. Sur ses deux côtés trouvent place sur deux niveaux les garde-robe, deux grands restaurants et deux cafés qui s’ouvrent sur l’espace du foyer.
Le foyer donne aussi accès aux deux salles mineures de 400 et 200 places. Ces deux petites salles ont été conçues pour pouvoir être utilisées pour des concerts de musique de chambre, des conférences ou des séances de cinéma.
En axe avec l’entrée principale se trouve l’immense coque externe en bois de la salle principale qui domine l’espace du foyer. À sa droite, un escalier en verre et acier monte en colimaçon jusqu’au toit de la salle principale et donne sur un belvédère.

### La salle principale
Conçue principalement pour concerts de musique classique et pouvant contenir jusqu’à 3 500 personnes, elle est l’une des plus grandes au monde de son genre. Le public y accède à travers le foyer par deux entrées différentes. La scène, de dimensions plus grandes que ses concurrentes, est entièrement entourée du public. Elle peut changer rapidement de conformation pour s’adapter aux différents types de spectacles jusqu’à obtenir une configuration avec fosse d’orchestre.
Cette salle, grâce à un système de rideaux acoustiques qui permet de varier le volume de la salle et à une particulière conformation du faux plafond dite en « trou noir », qui peut capturer une grande partie des réflexions sonores, est extrêmement flexible et peut être utilisée pour des concerts de musiques classique, pop, rock ou traditionnelle, pour le ballet, pour des conférences et pour des séances de cinéma.

### Les services de scène
Ils se trouvent derrière la salle principale et s’étendent sur huit niveaux dont un souterrain. Ils donnent un accès direct à la salle principale et à toutes les fonctions de supports aux musiciens et à l’administration. Outre tous les dressing-rooms, dans cette zone trouvent place un restaurant, une bibliothèque, des espaces de relaxation pour les musiciens et pour les VIP, les bureaux de l’administration les dépôts des instruments et une grande salle de répétitions pouvant accueillir l’orchestre au complet et 20 places assises pour le public.

## Capacité d'accueil
L’édifice présente une grande salle de 3 500 places, une salle moyenne de 400 places, une petite salle de 200 places et la salle principale de répétition de 250 places.